# 10090 Сікорський
10090 Сікорський (10090 Sikorsky) — астероїд головного поясу, відкритий 13 жовтня 1990 року.
Тіссеранів параметр щодо Юпітера — 3,527.
Названо на честь відомого українського авіаконструктора Сікорського Ігора Івановича, (1889-1972), тривалий час мешкав і працював на території США.